# NB IoT
NB-IoT (Narrow Band Internet of Things) — стандарт сотовой связи для устройств телеметрии с низкими объёмами обмена данными. Разработан консорциумом 3GPP в рамках работ над стандартами сотовых сетей нового поколения. Первая рабочая версия спецификации представлена в июне 2016 года.

## Технология
Предназначен для подключения к цифровым сетям связи широкого спектра автономных устройств. Например, медицинских датчиков, счетчиков потребления ресурсов, устройств умного дома и т. п. В быту такие системы связи получили обобщающее наименование интернет вещей (англ. Internet of Things (IoT)). NB-IoT является одним из трех стандартов IoT, разработанных 3GPP для сотовых сетей связи: eMTC (enhanced Machine-Type Communication), NB-IoT и EC-GSM-IoT. eMTC обладает наибольшей пропускной способностью и разворачивается на оборудовании LTE. NB-IoT сеть может быть развернута как на оборудовании сотовых сетей LTE, так и отдельно, в том числе поверх GSM. EC-GSM-IoT предоставляет наименьшую пропускную способность и разворачивается поверх сетей стандарта GSM.
Среди достоинств NB-IoT:
- гибкое управление энергопотреблением устройств (вплоть до 10 лет в сети от батареи емкостью 5 Вт*ч)
- огромная емкость сети (десятки-сотни тысяч подключенных устройств на одну базовую станцию)
- низкая стоимость устройств
- оптимизированная для улучшения чувствительности модуляция сигнала

| Обзор решений            | Обзор решений | Обзор решений       | Обзор решений       | Обзор решений                                   | Обзор решений                        |
|                          | LTE Cat 1     | LTE Cat 0           | LTE Cat M1 (eMTC)   | LTE Cat NB1 (NB-IoT)                            | EC-GSM-IoT                           |
| ------------------------ | ------------- | ------------------- | ------------------- | ----------------------------------------------- | ------------------------------------ |
| 3GPP Release             | Release 8     | Release 12          | Release 13          | Release 13                                      | Release 13                           |
| Downlink Peak Rate       | 10 Mbit/s     | 1 Mbit/s            | 1 Mbit/s            | 250 kbit/s                                      | 474 kbit/s (EDGE) 2 Mbit/s (EGPRS2B) |
| Uplink Peak Rate         | 5 Mbit/s      | 1 Mbit/s            | 1 Mbit/s            | 250 kbit/s (multi-tone) 20 kbit/s (single-tone) | 474 kbit/s (EDGE) 2 Mbit/s (EGPRS2B) |
| Latency                  | 50-100ms      | not deployed        | 10ms-15ms           | 1.6s-10s                                        | 700ms-2s                             |
| Number of Antennas       | 2             | 1                   | 1                   | 1                                               | 1-2                                  |
| Duplex Mode              | Full Duplex   | Full or Half Duplex | Full or Half Duplex | Half Duplex                                     | Half Duplex                          |
| Device Receive Bandwidth | 1.4 — 20 MHz  | 1.4 — 20 MHz        | 1.4 MHz             | 180 kHz                                         | 200 kHz                              |
| Receiver Chains          | 2 (MIMO)      | 1 (SISO)            | 1 (SISO)            | 1 (SISO)                                        | 1-2                                  |
| Device Transmit Power    | 23 dBm        | 23 dBm              | 20 / 23 dBm         | 20 / 23 dBm                                     | 23 / 33 dBm                          |

### SIM card
Предполагается огромное распространение устройств Internet of Things с возможностью мобильной связи. В связи с этим вопросы себестоимости и затрат на обслуживание становятся критически важными. Один из путей экономии — отказ от установки физической SIM-карты. Для этого консорциум GSMA в 2016 году принял спецификацию Embedded SIM (eSIM) / Remote SIM Provisioning (RSP). Стандарт eSIM позволяет интегрировать функциональность SIM карты в электронику модема, а RSP описывает инфраструктуру и алгоритмы взаимодействия доверенных центров эмиссии параметров SIM, оператора сотовой связи и потребителя услуг связи.

## Внедрение
Первые тестовые сети развернуты в 2015 году в Европе компанией Vodafone. Микросхемы сделал Huawei, модемы разработал u-Blox. Vodafone предполагает начать коммерческую эксплуатацию технологии в 2017 году.

### В России
В декабре 2017 года принято решение ГКРЧ по выделению частот для систем NB-IoT. Комиссия разрешила использование полос радиочастот 453—457,4 МГц и 463—467,4 МГц, 791—820 МГц, 832—862 МГц, 880—890 МГц, 890—915 МГц, 925—935 МГц, 935—960 МГц, 1710—1785 МГц, 1805—1880 МГц, 1920—1980 МГц, 2110—2170 МГц, 2500—2570 МГц и 2620—2690 МГц. С 2020 года ПАО «МТС» обеспечивает связью российские антарктические станции Беллинсгаузен и Прогресс сетью NB-IoT, которая используется для передачи данных с устройств Арктического и антарктического научно-исследовательского института (ААНИИ).

#### Сети NB-IoT МТС
Летом 2016 года компания МТС заявила о заключении контрактов на развертывание сетей по технологии EC-GSM-IoT. Для интернета вещей к осени 2018 года на основе технологии NB-IoT (Narrow Band IoT) МТС построила сеть в стандарте LTE в 20 городах России и заявила о возможности обеспечить сплошное покрытие во всех городах-миллионниках до конца года. 
В 2019 году на основе технологии SCEF, позволяющей обеспечить взаимодействие любых устройств с сетью интернета вещей через единый интерфейс, МТС запустила сеть NB-IoT. Технология SCEF использует универсальный идентификатора устройства External ID, который привязан к SIM-карте, к которой может быть присоединено несколько устройств. 
В 2020 году МТС стала первым российским оператором, запустившим технологию eSIM для IoT и М2М-устройств.  

#### Сети NB-IoT МегаФона
В марте 2017 года компания МегаФон заявила о готовности к внедрению технологии NB-IoT в России. 9 марта 2017 года компания продемонстрировала работоспособность технологии, развернув тестовый участок сети. Также на 2017 год заявлена поддержка RSP. На осень 2018 года компания заявляет работу NB-IoT в Москве, Петербурге и ряде других мест. 
В мае 2019 года МегаФон сообщил о масштабном запуске сети NB-IoT в Новосибирске, Красноярске, Омске и Томске. В общей сложности покрытие четырёх городов обеспечивают порядка 500 базовых станций, что по данным оператора обеспечивает 90-процентное покрытие мегаполисов.

#### Сети NB-IoT Билайн
В 2018 году компания Билайн запустила сервис NB-IoT в тестовом режиме на нескольких базовых станциях Москвы и Новосибирска.
В сентябре 2018 года Билайн и компания «Эльстер Метроника» запустили пилотный инновационный проект облачной системы интеллектуального учёта электроэнергии на базе технологии NB IoT. Используя сеть NB IoT «Умного Квартала» Марьино, компания установила трехфазные интеллектуальные счетчики AS3500 с NB IoT модемами «Метроника 150» и программное обеспечение для сбора и обработки данных «Альфа Смарт».
В ноябре 2018 года Билайн первым в РФ запустил в опытную эксплуатацию участок гибридной IoT-сети в Войковском районе г. Москвы, которая поддерживает две технологии — NB-IoT и LTE Cat-M (eMTC, LTE-M).
В июне 2019 Билайн запустил ковровое покрытие NB IoT в Москве в Band 3 (1800 МГц) в рамках соглашения с ДИТ Москвы. Активировано более 2500 базовых станций для создания сети для интернета вещей с высокой пропускной способностью. Опционально возможна активация режимов eDRX и PSM.
В ноябре 2019 Билайн и компания «Инфосистемы Джет» провели первые в России тесты технологии Non-IP Data Delivery (NIDD, система передачи данных без использования IP) для интернета вещей. Функционал развернут на базе сетевого элемента SCEF (Service Capabilities Exposure Function) от Oracle. Преимуществами технологии является отсутствие на устройствах IP-адресации и DEF-номеров. Пользовательскими преимуществами является снижение энергопотребления, увеличение времени службы абонентских устройств, их миниатюризация, повышение уровня безопасности, снижение нагрузки на сеть оператора, а, следовательно, возможность подключения миллионов NIDD-устройств без наращивания инфраструктуры.

### В Республике Беларусь

#### NB-IoT от провайдераА1
В октябре 2017 года А1 стала первой белорусской компанией, которая получила разрешение от Государственной комиссии по радиочастотам (ГКРЧ) при Совете Безопасности Республики Беларусь на запуск в коммерческую эксплуатацию сеть NB-IoT в диапазоне 900 МГц. Для интернета вещей А1 задействует узкую полосу частот в 200 кГц.
7 декабря 2017 года телеком-оператор А1 массово запустил в Минске узкополосную сеть NB-IoT для «интернета вещей».
К маю 2018 года компания покрыла сетью NB-IoT все областные города страны, а также некоторые крупные районные города.
С декабря 2019 года по апрель 2020 года при партнерстве А1 на 84 газораспределительных пунктах Брестской области установили контроллеры по удаленному сбору данных, которые работают в сети NB-IoT от А1. Компания также выступила поставщиком специальных SIM-чипов для оборудования.
В мае 2020 года А1 представил интеллектуальную систему «А1 Умный дом», включающую не имеющий аналогов роутер A1 Elegance — Wi-Fi-роутер и центр управления устройствами умного дома из приложения в смартфоне.
В июне 2020 года А1 совместно с компанией Qulix Systems представила новое решение для дистанционного контроля безопасности мостов — инклинометр, который измеряет угол наклона объектов и передает данные по NB-IoT сети А1.
К октябрю 2020 года в Гомельской области был реализован проект по повышению безопасности электроустановок для населения на базе сети «интернета вещей» от А1.
В январе 2020 года предприятия получили возможность подключиться к системе «Софит», работающей на сети «интернета вещей» от А1. В основе этого решения лежат интеллектуальные сенсоры и приборы учета тепло- и водопотребления, оснащенные SIM-картами А1 для обмена данными с платформой. На 21 декабря 2020 года к платформе «Софит» через сеть NB-IoT от А1 подключено более 100 различных объектов в Минске и Гродно.

#### NB-IoT от оператораМТС
В январе 2018 года компания МТС получила разрешение Государственной комиссии по радиочастотам (ГКРЧ) для коммерческой эксплуатации сети для интернета вещей по стандарту NB-IoT. Для создания новых продуктов доступны все частоты в диапазоне 900 МГц.
В апреле 2019 года МТС установил в тестовом режиме в Минске «умные» контейнеры со встроенными IoT-датчиками отслеживания уровня заполнения отходами, которые передают сигналы мусоровозам. В мае 2020 года «умные» контейнеры появились в Минском районе.
С декабря 2019 года МТС стала продавать SIM-чипы для M2M/IoT-устройств.
17 января 2020 года МТС запустил тариф «Интернет вещей», предназначенный для обмена информацией между устройствами по технологии NB-IoT в режиме реального времени.
В марте 2020 года МТС совместно c предприятием «Минскоблгаз» успешно протестировали газовые счетчики белорусского производства, показания которых дистанционно передаются с использованием технологии NB-IoT. А в октябре 2020 года компания совместно с «БелОМО» начала производство счетчиков учета газа с возможностью удаленного мониторинга данных по технологии NB-IoT.
В июне 2020 года на 20 объектах «Брестоблгаза» началась установка контроллеров с SIM-чипами от МТС, которые позволяют удаленно контролировать режимы работы газопроводной сети.
В начале июля 2020 года мультимедийные системы Geely Atlas оснастили SIM-чипами от МТС. А в конце месяца компания запустила линейку услуг «Умный учет» для автоматического учета газа и воды со сбором данных на основе технологии NB-IoT.
В ноябре 2020 года компания предложила решение для управления молочной фермой — «умный» ошейник со встроенным IoT-датчиком и специальное ПО для дистанционного мониторинга показателей здоровья. Пилотный цифровой проект запущен на одном из сельхозпредприятий Глубокского района Витебской области.